# Eurosystemet
Eurosystemet består av Europeiska centralbanken och de nationella centralbankerna inom euroområdet och ansvarar för den monetära politiken inom euroområdet. Eurosystemets huvuduppgift är att upprätthålla prisstabilitet genom att eftersträva inflation på två procent på medellång sikt. Eurosystemet ansvarar även för valutatransaktioner som syftar till att upprätthålla vissa växelkurser, förvaltandet av euroområdets officiella valutareserver samt främjandet av ett fungerande betalningssystem. Därutöver har Eurosystemet till uppgift att upprätthålla finansiell stabilitet och finansiell integration.
Eurosystemet styrs av Europeiska centralbankens råd, som består av Europeiska centralbankens direktion och centralbankscheferna för de nationella centralbankerna i de medlemsstater som har euron som valuta. Europeiska centralbanken och de nationella centralbankerna ansvarar gemensamt för att genomföra besluten.
Eurosystemet skiljer sig från Europeiska centralbankssystemet, som även innefattar de nationella centralbankerna i de medlemsstater inom Europeiska unionen som inte har euron som valuta.

## Nationella centralbanker
| Medlemsstat   | Centralbank                   |
| ------------- | ----------------------------- |
| Belgien       | Belgiens nationalbank         |
| Cypern        | Central Bank of Cyprus        |
| Estland       | Eesti Pank                    |
| Finland       | Finlands Bank                 |
| Frankrike     | Banque de France              |
| Grekland      | Bank of Greece                |
| Irland        | Central Bank of Ireland       |
| Italien       | Banca d'Italia                |
| Kroatien      | Hrvatska narodna banka        |
| Lettland      | Lettlands bank                |
| Litauen       | Lietuvos bankas               |
| Luxemburg     | Banque centrale du Luxembourg |
| Malta         | Bank Ċentrali ta' Malta       |
| Nederländerna | De Nederlandsche Bank         |
| Portugal      | Banco de Portugal             |
| Slovakien     | Národná banka Slovenska       |
| Slovenien     | Banka Slovenije               |
| Spanien       | Banco de España               |
| Tyskland      | Deutsche Bundesbank           |
| Österrike     | Oesterreichische Nationalbank |